# Emily Bett Rickards
Emily Bett Rickards (Coquitlam, Columbia Británica; 24 de julio de 1991), conocida también como Emily Rickards, es una actriz canadiense. Es conocida por interpretar a Felicity Smoak en las series del Arrowverso, Arrow, The Flash, Legends of Tomorrow, Vixen y Supergirl.

## Carrera

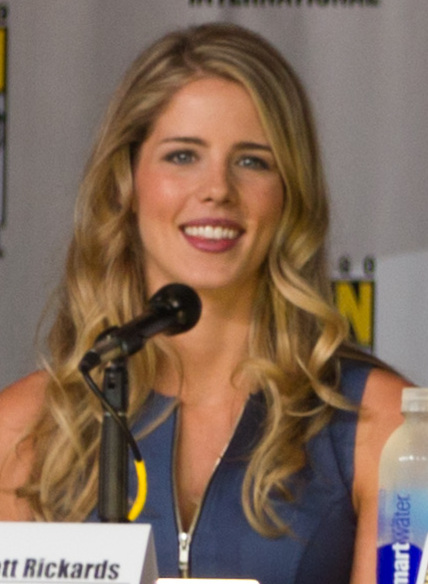
Emily Bett Rickards en la Comic-Con de San Diego en 2013.

Nació y se crio en la costa oeste de Canadá. Comenzó su carrera a temprana edad, introduciéndose en el teatro musical y la danza, con la esperanza de que en el futuro pasaría a actuación más seria. Se graduó de la escuela secundaria antes de tiempo y estudió en la Escuela de Cine de Vancouver para completar el programa de Fundamentos de Actuación. Tras la finalización del programa, asistió a una audición de convocatoria abierta, que le valió conseguir un agente.
Obtuvo papeles menores en Random Acts of Romance, así como en el corto Bacon and Eggs y en Flicka: Country Pride. En 2012, Rickards obtuvo el papel recurrente de Felicity Smoak en la serie de televisión de la CW, Arrow. El 12 de febrero de 2013, se informó que su personaje fue ascendida a principal para la segunda temporada de la serie. En 2013, Emily consigue un papel recurrente en la serie Soldiers of the Apocalypse, donde interpreta a Fourty y actúa también en la película para televisión Romeo Killer: The Chris Porco Story.
Desde 2014 a 2017, apareció como Felicity Smoak en varios episodios de series derivadas de Arrow: The Flash, Legends of Tomorrow, Vixen y Supergirl.
Fue elegida para interpretar a Kristin en la película Dakota's Summer, que fue estrenada en 2014, donde compartió créditos con Keith Carradine, Marin Hinkle, Julie Ann Emery, Haley Ramm y Spencer Boldman.
A finales de marzo de 2019, Rickards confirmó que la séptima temporada de Arrow sería su última temporada en la serie. Los productores Greg Berlanti y Beth Schwartz confirmaron la salida de Rickards oficialmente de la serie. 
El 1 de noviembre se dio la noticia que Emily Bett Rickards regresaría a dar vida a Felicity Smoak en el último capítulo de esta que es la última temporada de Arrow, ya que se le dará un cierre total a la historia.

## Filmografía

### Películas
| Año  | Título                              | Papel           | Notas                  |
| ---- | ----------------------------------- | --------------- | ---------------------- |
| 2012 | Flicka: Country Pride               | Mary Malone     |                        |
| 2012 | Random Acts of Romance              |                 |                        |
| 2012 | Bacon and Eggs                      | Dite            | Corto                  |
| 2013 | Romeo Killer: The Chris Porco Story | Lauren Phillips | Película de televisión |
| 2014 | Dakota's Summer                     | Kristen Rose    | Personaje principal    |
| 2015 | Brooklyn                            | Patty McGuire   | Personaje secundario   |
| 2015 | Normal Doors                        | Meg             | Corto                  |
| 2016 | Superhero Fight Club 2.0            | Felicity Smoak  | Corto                  |
| 2016 | Sidekick                            | Emma / Princess | Corto                  |
| 2017 | Axis                                | Caitlin         | Voz                    |
| 2017 | Vixen: The Movie                    | Felicity Smoak  | Voz                    |
| 2018 | Funny Story                         | Kim             | Personaje principal    |
| 2018 | The Clinic                          | Stevens         | Personaje principal    |
| 2020 | We Need to Talk                     | Amber           | Personaje principal    |

### Series de televisión
| Año       | Título                   | Papel          | Notas |
| --------- | ------------------------ | -------------- | --- |
| 2012–2020 | Arrow                    | Felicity Smoak | Recurrente (Temporada 1; 17 episodios) Principal (Temporada 2-7; 137 episodios) Invitada especial (Temporada 8; 1 episodio) |
| 2014–2017 | The Flash                | Felicity Smoak | Recurrente (Temporada 1-4; 8 episodios)                                                                                     |
| 2016–2017 | DC's Legends of Tomorrow | Felicity Smoak | Recurrente (Temporada 1-3; 4 episodios)                                                                                     |
| 2016      | Comedy Bang! Bang!       | Becky Simmons  | 1 episodio |
| 2017      | Supergirl                | Felicity Smoak | Episodio: "Crisis on Earth-X, Part 1"                                                                                       |

### Web
| Año       | Título                     | Papel           | Notas            |
| --------- | -------------------------- | --------------- | ---------------- |
| 2013      | Soldiers of the Apocalypse | Fourty          | 8 episodios      |
| 2013      | Arrow: Blood Rush          | Felicity Smoak  | 6 episodios      |
| 2015      | Very Mallory               | Ella misma      | 1 episodio       |
| 2015–2016 | Vixen                      | Felicity Smoak  | Voz, 2 episodios |
| 2016      | Paranormal Solutions Inc.  | Genevieve Kreme | 8 episodios      |